# 遂川県
遂川県（すいせん-けん）は中華人民共和国江西省吉安市に位置する県。

## 行政区画
- 鎮:泉江鎮、雩田鎮、碧洲鎮、草林鎮、堆子前鎮、左安鎮、高坪鎮、大汾鎮、衙前鎮、禾源鎮、湯湖鎮、枚江鎮、珠田鎮
- 郷:巾石郷、大坑郷、双橋郷、新江郷、五斗江郷、西渓郷、南江郷、黄坑郷、戴家埔郷、営盤圩郷

## 交通

### 道路
- 高速道路
  - 大広高速道路
- 国道
  - G105国道